# Elecciones generales de las Islas Feroe de 1954

Elecciones generales tuvieron lugar en las Islas Feroe el 8 de noviembre de 1954. El Partido Unionista se convirtió en el partido mayoritario en el Løgting, obteniendo 7 de los 27 escaños.

## Resultados
| Partido                  | Votos  | %    | Escaños | +/–   |
| ------------------------ | ------ | ---- | ------- | ----- |
| Partido Unionista        | 3 312  | 26,0 | 7       | 0     |
| República                | 3 028  | 23,8 | 6       | +4    |
| Partido Popular          | 2 660  | 20,9 | 6       | –2    |
| Partido de la Igualdad   | 2 518  | 19,8 | 5       | –1    |
| Partido del Autogobierno | 908    | 7,1  | 2       | 0     |
| Independientes           | 323    | 2,5  | 1       | Nuevo |
| Total                    | 12 749 | 100  | 27      | +2    |